# Brčekoly
Brčekoly (německy Bretschkol) je malá vesnice, část obce Rosice v okrese Chrudim. Nachází se asi 2 km na severovýchod od Rosic. V roce 2009 zde bylo evidováno 43 adres. V roce 2001 zde trvale žilo 107 obyvatel.
Brčekoly je také název katastrálního území o rozloze 2,3 km2.

## Historie
První písemná zmínka o obci je z roku 1376.

## Památky
- kaple
- bývalý mlýn

## Rodáci
- Josef Kučera (9. 10. 1741 Brčekoly – 8. 2. 1817 Sarepta na Volze), exulant a jeden ze zakladatelů kolonie moravských bratří v dolním Povolží, kde poté 51 let žil a tam i zemřel.[6][7]